# Бритај
У измишљеном Роботек универзуму, командант Бритај је други командант свих зентраедских снага, одмах испод главнокомандујућег Долзе. У оригиналном јапанском серијалу, Супердимензионална тврђава Макрос, име му је Vrlitwhai Kridanik (ブリタイ・クリダニク). Он је једна од првобитних креација Господара Роботека и живео је преко 500.000 година. Бритај се увек изнова показивао као генијални војни командант, са обезбеђеним високим статусом. Бритајево пуно име је Бритај Тул, према новелама Џека Мекинија (Jack McKinney).
У Роботеку му глас позајмљује Џон Гремилион (John Gremillion), а у Макросу Еиџи Каније (Eiji Kanie).

## Лични подаци
- Старост: 500.000 година
- Боја косе: црно-сива
- Боја очију: црна
- Висина: 1354 cm
- Тежина: 16750 kg
- Статус: командант флоте